# Leyton (stanice metra v Londýně)
Leyton je stanice metra v Londýně, otevřená 22. srpna 1856 jako Low Leyton. K přejmenování na dnešní jméno došlo 28. listopadu 1868. V červnu 2012 byl vybudován nový vchod do stanice. Poblíž stojí fotbalový stadion Leyton Orient F.C. Autobusovou dopravu zajišťují linky: 58, 69, 97, 158, W14, 339, W15 a noční linka N26. Stanice se nachází v přepravní zóně 3 a leží na lince:
- Central Line mezi stanicemi Stratford a Leytonstone.

| Rok  | Počet cestujících |
| ---- | ----------------- |
| 2011 | 13,29 mil.        |
| 2012 | 12,86 mil.        |
| 2013 | 13,53 mil.        |
| 2014 | 14,07 mil.        |